# Turners Puddle
Turners Puddle est un village situé dans le comté de Dorset, en Angleterre.